# Stazione di Soffratta
La stazione di Soffratta è una fermata ferroviaria posta lungo la linea Ponte nelle Alpi–Conegliano a servizio della zona meridionale di Vittorio Veneto, in particolare del sobborgo di Ceneda e della località che dà il nome all'impianto.
È gestita da Rete Ferroviaria Italiana che l'ha assegnata alla categoria RFI bronze.

## Storia
È stata aperta nel 1879, ovvero al momento dell'inaugurazione della Vittorio Veneto-Conegliano, su richiesta della popolazione interessata.
Il 9 dicembre 1937 l'esercizio della linea passò dalla Società Veneta alle Ferrovie dello Stato.

## Movimento
La stazione è servita da treni regionali svolti da Trenitalia nell'ambito del contratto di servizio stipulato con le regioni interessate.
La stazione è collegata al centro cittadino dalla linea n.32 Centro-SS.Pietro e Paolo-Centro della MOM.